# Réserve naturelle de la Vallée de l'Aniene
La réserve naturelle de la Vallée de l'Aniene (en italien : Riserva naturale Valle dell'Aniene) est une zone naturelle protégée de la région du Latium, située au nord-est de Rome. Elle couvre 650 ha le long du parcours urbain de la rivière Aniene, du GRA (périphérique romain) jusqu'à la confluence avec le fleuve Tibre.

## Vues

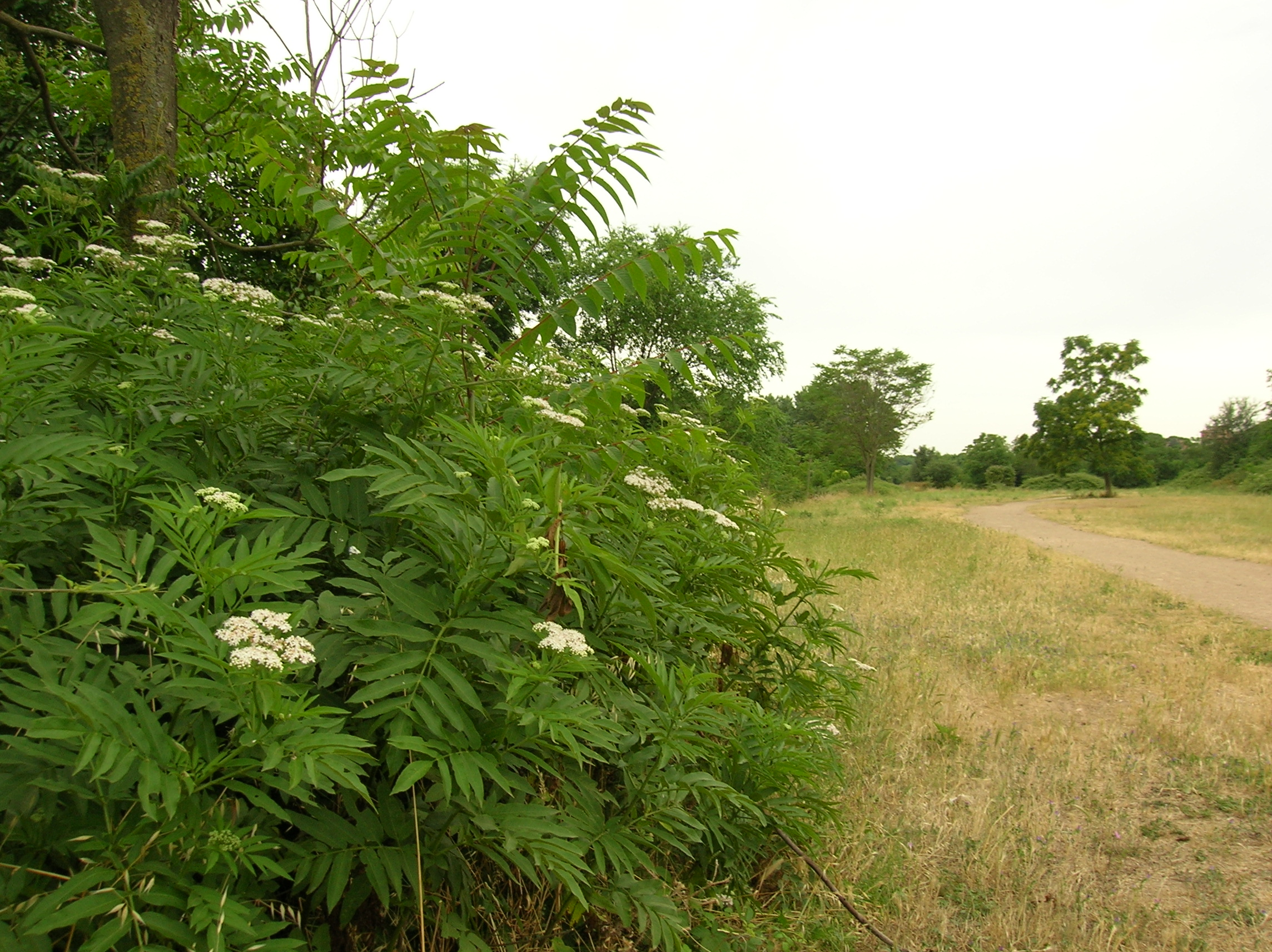
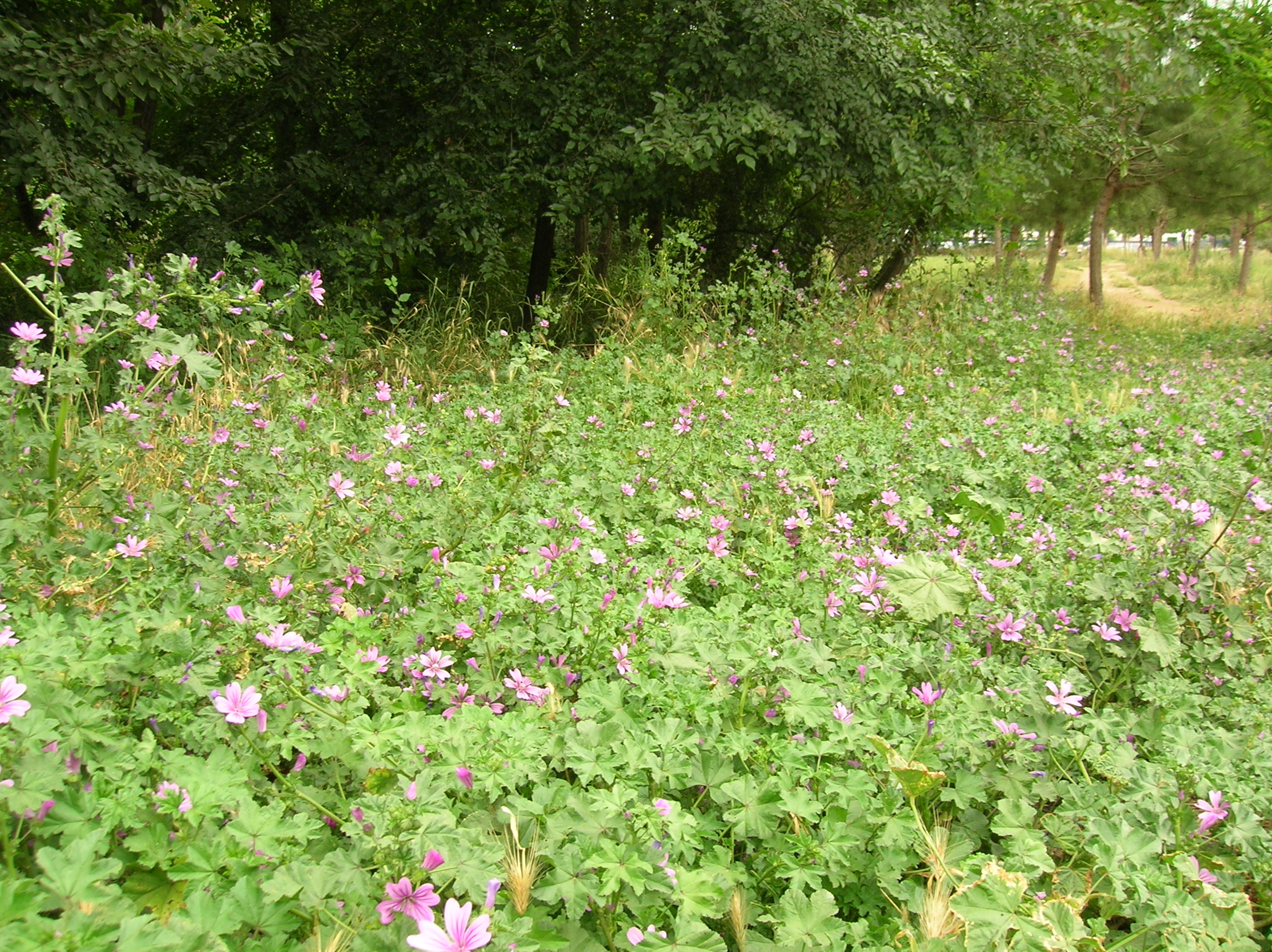
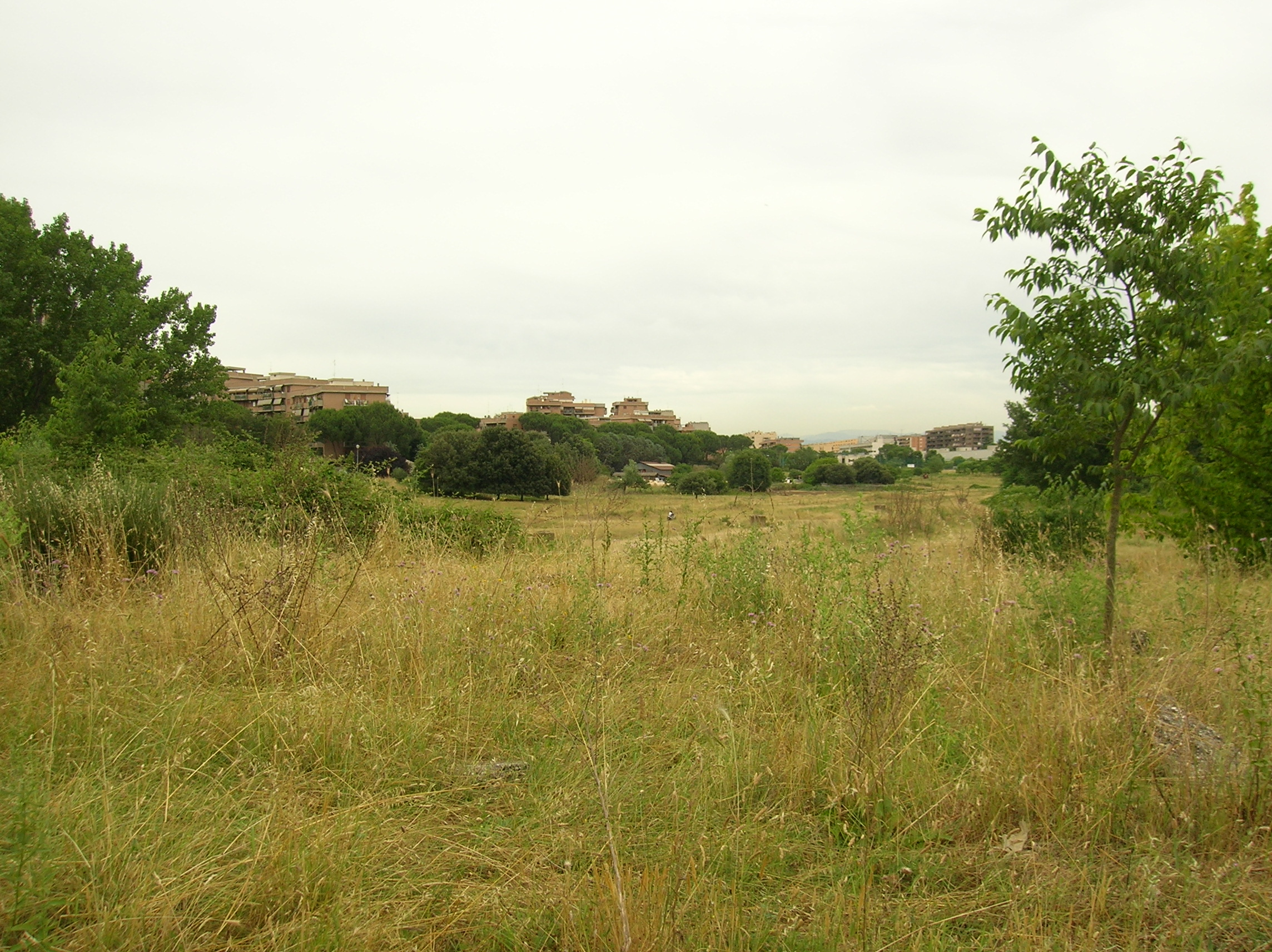
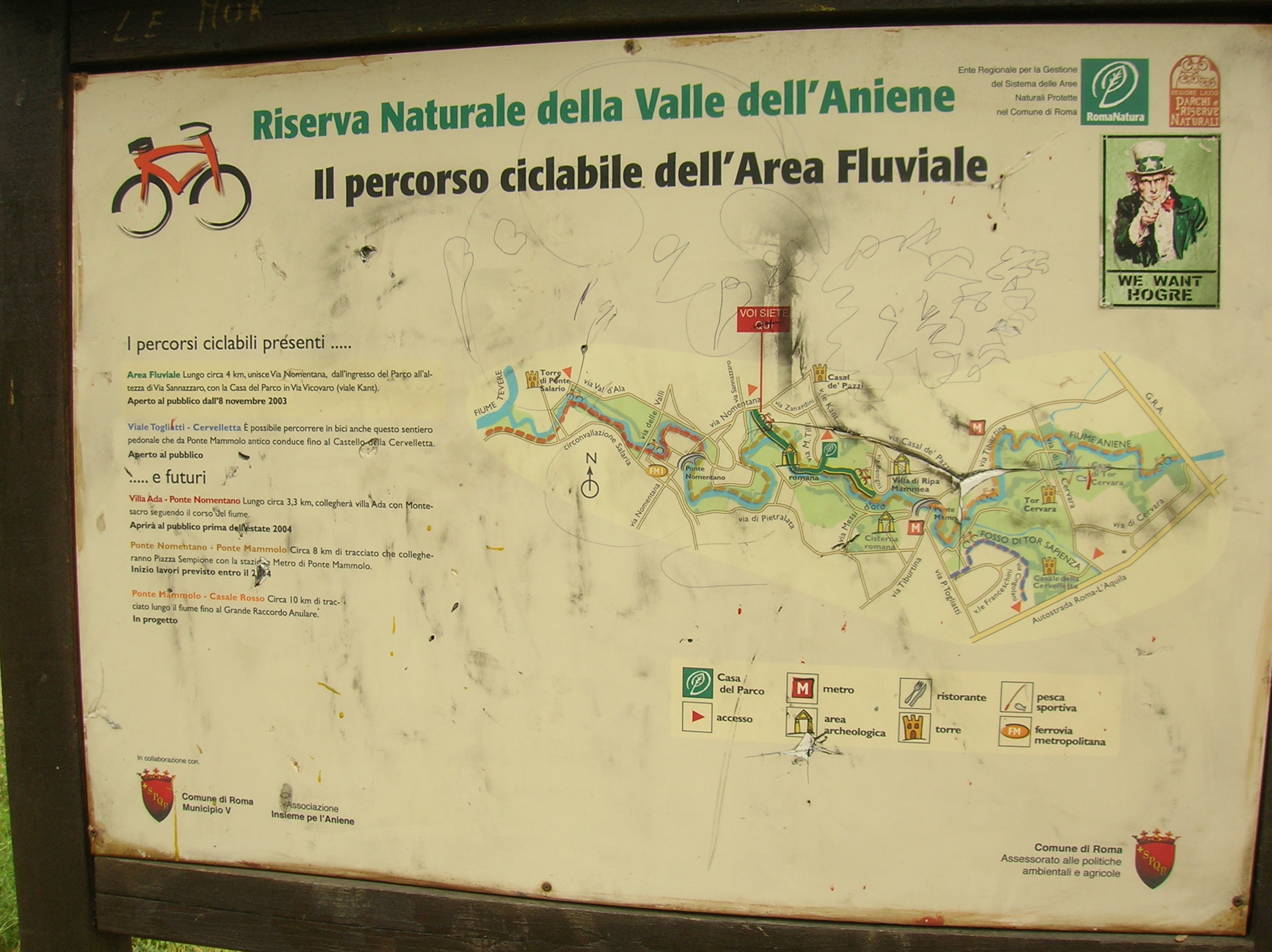

## Territoire
Le tronçon urbain de la rivière Aniene est caractérisé par une longueur considérable et beaucoup de courbes. La rivière présente un paysage diversifié et constitue la frontière de plusieurs quartiers du nord-est de Rome: La Rustica, Tor Cervara, Tor Sapienza, Colli Aniene, Ponte Mammolo, Casal de' Pazzi, Pietralata, Monte Sacro.
Le parc longe les deux rives de la rivière. À l'intérieur de son territoire se trouvent trois domaines de grande importance naturaliste:
- la zone humide de la Cervelletta
- la zone riveraine de la Rivière
- le Parc des vallées

L'union des associations territoriales "historiques" relative aux trois domaines ci-dessus a permis de constituer, en 1999, l'Association Ensemble pour L'Aniene Onlus, qui, depuis, gère le parc au nom de l'Ente Regionale RomaNatura.

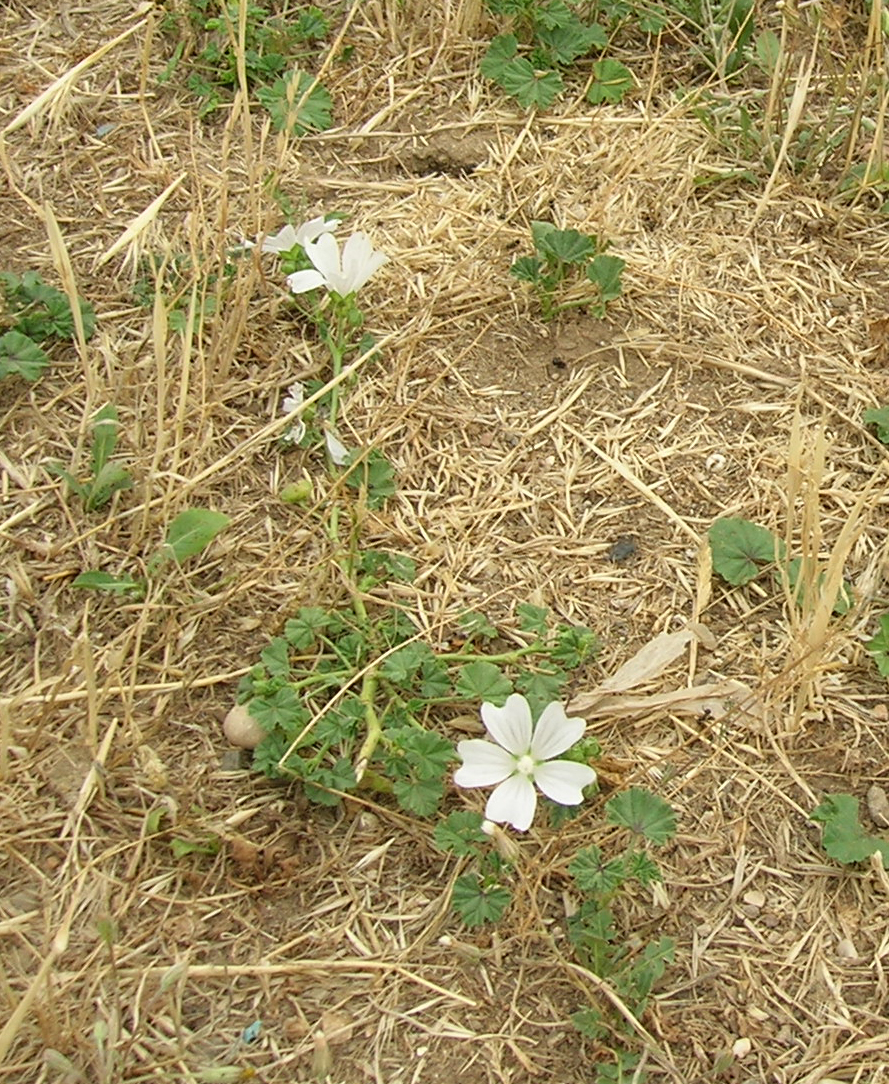
Fleurs dites Mauve blanc

## Faune
L'espèce principale vivant dans la région, et plus précisément dans la rivière Aniene est la truite brune. On trouve aussi des crabes, grenouilles et des crevettes américaines.

## Bâtiments
Casale della Cervellata, ancienne ferme fortifiée avec sa tour médiévale 